# Falskt larm

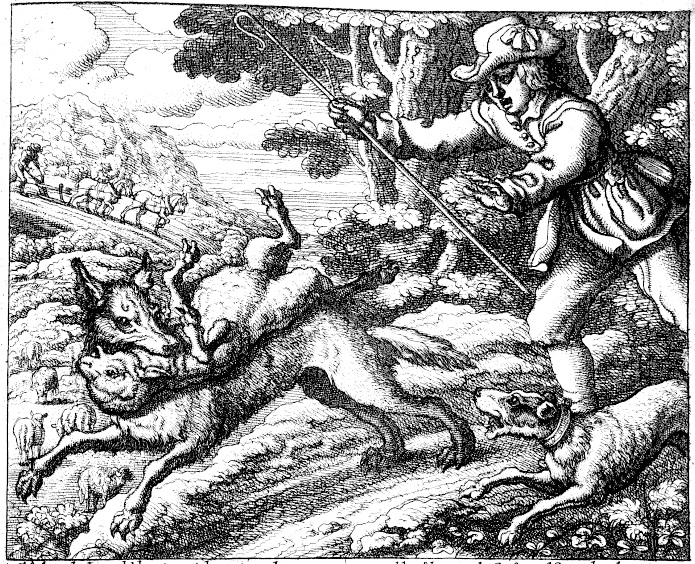
Pojken och vargen, en klassisk berättelse om vådan av att ge falskt larm.

Falskt larm innebär att medvetet felaktigt larma för fara.
Allvaret i falsklarm har varit omtalat sedan antiken, bland annat i Aisopos fabel om pojken som ropade varg.

## Falskt larm i Sverige
Falskt larm är ett brott enligt svensk lag som den gör sig skyldig till som genom oriktig uppgift att det föreligger fara för en eller flera människors liv eller hälsa eller för omfattande förstörelse av egendom föranleder onödig säkerhetsåtgärd. Straffet är böter eller fängelse i högst ett år.
Är brottet grovt, döms till fängelse, lägst sex månader och högst fyra år.
Fråga om olaga hot och falskt larm skall anses som grova brott. Tillika fråga om skadestånd för myndighets merkostnad för åtgärder föranledda av falskt larm.